# Álvaro Magaña
Álvaro Alfredo Magaña Borja (8 octobre 1925 à Ahuachapán, Salvador – 10 juillet 2001) est président du Salvador de 1982 à 1984, dans les années troubles de la guerre civile. 

## Biographie
Il obtient son diplôme de maîtrise à l'Université de Chicago en 1952. Il dirige la plus grande banque de prêt sur hypothèque du Salvador (Banco Hipotecario) avant les élections de 1982. Il est assermenté par Roberto D'Aubuisson. 
Son investiture à la présidence le 2 mai 1982 marque le début d'une période de gouvernements élus au Salvador, après la junte de 1979-1982. 
En 1982, les partis politiques salvadoriens ont décidé qu'il était temps de sortir de la domination de la Junta Revolucionaria de Gobierno, ou JRG, et ont décidé de nommer Magaña à la tête de l'État. 
Peu de temps après, les deux partis politiques se sont rencontrés à la ferme de Magaña à Apaneca et ont acté que, sous son gouvernement provisoire, les deux partis partageraient les postes ministériels. 
José Napoleón Duarte a volontairement abandonné son pouvoir de chef d'État et chef de la junte à Magaña. Il s'est concentré sur la création de son propre parti démocrate-chrétien avec l'aide des États-Unis, et sur la reprise en main du pouvoir aux élections de 1984,. 